# 克拉克鎮區 (北達科他州赫廷傑縣)
克拉克鎮區（英語：Clark Township）是位於美國北達科他州赫廷傑縣的一個鎮區。

## 地方資料
克拉克鎮區的面積為92.01平方千米，當中陸地面積為91.96平方千米，而水域面積為0.04平方千米。根據2020年美國人口普查的數據，當地共有人口29人，而人口密度為每平方千米0.32人。